# 梅克倫堡-施威林的海倫
梅克倫堡-施威林的海倫（德語：Helene zu Mecklenburg-Schwerin，1814年1月24日—1858年5月17日），奧爾良公爵夫人，梅克倫堡-施威林大公腓特烈·法蘭茲一世的孫女。

## 家庭
1837年，海倫與法國王儲、奧爾良公爵斐迪南·菲利普結婚，兩人共有兩個兒子：
1. 腓力（1838年—1894年），巴黎伯爵
2. 羅貝爾（1840年—1910年），沙特爾公爵